# Air Service Plus
Air Service Plus es una compañía de bajo coste fundada en Pescara. Actualmente vuela bajo la gestión de Axis Airways, una compañía aérea francesa. Su principal base es el Aeropuerto de Pescara.

## Historia
La compañía inició sus operaciones con vuelos de bajo coste desde Pescara a París (Charles de Gaulle) en el 2003 y Bruselas (Charleroi) en el 2004.
En 2005, Air Service Plus tenía previsto operar la ruta de Pescara a Zúrich y de Perugia a París. En 2005,  Air Service Plus había transportado más de 65.000 pasajeros, ofreciendo Pescara y la Región Abruzzo entre los turistas franceses y belgas. Pudo ser considerado como un ejemplo excelente de cooperación entre la Región y algunos inversores privados interesados en el impulso del turismo.
- Datos: Q514943